# Solicitor general para Inglaterra y Gales
El Procurador General de Su Majestad para Inglaterra y Gales, conocido informalmente como el Procurador General, es uno de los funcionarios legales de la Corona en el gobierno del Reino Unido. Son el subordinado del attorney general, cuya función es asesorar a la Corona y al Gabinete del Reino Unido sobre la ley. Pueden ejercer los poderes del Fiscal General en ausencia del mismo. A pesar del título, el cargo suele ser ocupado por un abogado en lugar de un procurador.
También hay un Procurador General para Escocia, que es el subordinado del Fiscal General. Además del Procurador General de la Soberana, el Príncipe de Gales y una Reina consorte (cuando el Soberano es hombre) también tienen derecho a tener un Fiscal y un Procurador General, aunque el actual Príncipe de Gales solo tiene un Fiscal General y ningún Procurador General.
El Procurador General es dirigido en el tribunal como "Señor Procurador" o "Señora Procuradora". El Procurador General es seguido por el Procurador General en la Sombra, quien se sienta en el banco del frente de la Oposición Oficial.
El cargo lo ocupa Robert Courts, quien fue nombrado el 7 de diciembre de 2023.

## Procuradores Generales de Inglaterra y Gales
Desde 1461 hasta la actualidad, los Procuradores Generales de han desempeñado un papel fundamental en el sistema legal de Inglaterra y Gales. Han sido responsables de asesorar al gobierno en cuestiones legales, liderar la persecución en casos notables y representar los intereses de la Corona en los tribunales. A lo largo de los siglos, han surgido varios titulares destacados en este cargo, cada uno dejando su marca en la historia jurídica de Inglaterra y Gales. A continuación se presenta una lista de los Procuradores Generales que han ocupado este cargo desde su institución hasta la época presente.

### SigloXV
- Richard Fowler 1461–1470
- Richard Page 1470-1483
- Thomas Lynon 1483–1485
- Andrew Dimmock 1485–1503

### SigloXVI
- Thomas Lucas 1503–1507
- John Ernley 1507–1514
- John Port 1514–1521
- Richard Lyster 1521–1525
- Christopher Hales 1525–1531
- Baldwin Mallet 1531–1533
- Richard Rich 1533–1536
- William Whorwood 1536–1540
- Henry Bradshaw 1540–1545
- Edward Griffin 1545–1552
- John Gosnold 1552–1553
- William Cordell 1553–1557
- Richard Weston 1557–1559
- William Rosewell 1559–1566
- Richard Onslow 1566–1569
- Sir Thomas Bromley 1569–1579
- Sir John Popham 1579–1581
- Sir Thomas Egerton 1581–1592
- Sir Edward Coke 1592–1594
- Thomas Fleming 1595–1604

### SigloXVII
- Sir John Doderidge 1604–1607
- Sir Francis Bacon 1607–1613
- Henry Yelverton 1613–1617
- Sir Thomas Coventry 1617–1621
- Sir Robert Heath 1621–1625
- Sir Richard Shelton 1625–1634
- Sir Edward Littleton 1634–1640
- Sir Edward Herbert 1640–1641
- Oliver St John 1641–1643 (continuó hasta 1648 bajo el parlamento)
- Sir Thomas Gardiner 1643–1645
- Sir Geoffrey Palmer 1645–1649
- Edmund Prideaux 1648–1649
- John Cooke 1649–1650
- Robert Reynolds 1650–1654
- William Ellis 1654–1660
- Sir Heneage Finch 1660–1670
- Sir Edward Turnor 1670–1671
- Sir Francis North 1671–1673
- Sir William Jones 1673–1674
- Sir Francis Winnington 1674–1679
- Heneage Finch 1679–1686
- Sir Thomas Powys 1686–1687
- Sir William Williams 1687–1689
- Sir George Treby 1689
- Sir John Somers 1689–1692
- Sir Thomas Trevor 1692–1695
- Sir John Hawles 1695–1702

### SigloXX
| Nombre                  | Nombre                                                  | Retrato                  | Duración del cargo       | Duración del cargo      | Partido                 | Primer Ministro                        | Primer Ministro               |
| ----------------------- | ------------------------------------------------------- | ------------------------ | ------------------------ | ----------------------- | ----------------------- | -------------------------------------- | ----------------------------- |
|                         | Sir Edward Carson                                       |                          | 7 de mayo de 1900        | 4 de diciembre de 1905  | Irish Unionist Alliance |                                        | 3rd Marquess of Salisbury     |
|                         | Sir Edward Carson                                       | Arthur Balfour           | 7 de mayo de 1900        | 4 de diciembre de 1905  | Irish Unionist Alliance |                                        |                               |
|                         | Sir William Robson                                      |                          | 12 de diciembre de 1905  | 28 de enero de 1908     | Liberal                 |                                        | Sir Henry Campbell-Bannerman  |
| Sir Samuel Evans        |                                                         | 28 de enero de 1908      | 6 de marzo de 1908       |                         | Liberal                 |                                        | Sir Henry Campbell-Bannerman  |
| Sir Samuel Evans        | H. H. Asquith                                           | 28 de enero de 1908      | 6 de marzo de 1908       |                         | Liberal                 |                                        |                               |
| Sir Rufus Isaacs        |                                                         | 6 de marzo de 1908       | 7 de octubre de 1910     |                         | Liberal                 |                                        |                               |
| Sir John Simon          |                                                         | 7 de octubre de 1910     | 19 de octubre de 1913    |                         | Liberal                 |                                        |                               |
| Sir Stanley Buckmaster  |                                                         | 19 de octubre de 1913    | 2 de junio del 1915      |                         | Liberal                 |                                        |                               |
|                         | Sir F. E. Smith                                         |                          | 2 de junio de 1915       | 8 de noviembre de 1915  | Conservative            |                                        |                               |
| Sir George Cave         |                                                         | 8 de noviembre de 1915   | 10 de diciembre de 1915  |                         | Conservative            |                                        |                               |
|                         | Sir Gordon Hewart                                       |                          | 10 de diciembre de 1915  | 10 de enero de 1919     | Liberal                 |                                        | David Lloyd George            |
|                         | Sir Ernest Pollock                                      |                          | 10 de enero de 1919      | 6 de marzo de 1922      | Conservative            |                                        | David Lloyd George            |
| Sir Leslie Scott        |                                                         | 6 de marzo de 1922       | 19 de octubre de 1922    |                         | Conservative            |                                        | David Lloyd George            |
| Sir Thomas Inskip       |                                                         | 31 de octubre de1922     | 22 de enero de 1924      |                         | Conservative            | Bonar Law                              |                               |
| Sir Thomas Inskip       | Stanley Baldwin                                         | 31 de octubre de1922     | 22 de enero de 1924      |                         | Conservative            |                                        |                               |
|                         | Sir Henry Slesser                                       |                          | 23 de enero de 1924      | 11 de noviembre de 1924 | Labour                  |                                        | Ramsay MacDonald              |
|                         | Sir Thomas Inskip                                       |                          | 11 de noviembre de 1924  | 28 de marzo de 1928     | Conservative            |                                        | Stanley Baldwin               |
| Sir Boyd Merriman       |                                                         | 28 de marzo de 1928      | 5 de junio de 1929       |                         | Conservative            |                                        | Stanley Baldwin               |
|                         | Sir James B. Melville                                   |                          | 7 de junio de 1929       | 22 de octubre de 1930   | Labour                  |                                        | Ramsay MacDonald              |
| Sir Stafford Cripps     |                                                         | 22 de octubre de 1930    | 24 de agosto de 1931     |                         | Labour                  |                                        | Ramsay MacDonald              |
|                         | Sir Thomas Inskip                                       |                          | 3 de septiembre de 1931  | 26 de enero de 1932     | Conservative            |                                        | Ramsay MacDonald              |
| Sir Boyd Merriman       |                                                         | 26 de enero de 1932      | 29 de septiembre de 1933 |                         | Conservative            |                                        | Ramsay MacDonald              |
| Sir Donald Somervell    |                                                         | 29 de septiembre de 1933 | 19 de marzo de 1936      |                         | Conservative            |                                        | Ramsay MacDonald              |
| Sir Donald Somervell    | Stanley Baldwin                                         | 29 de septiembre de 1933 | 19 de marzo de 1936      |                         | Conservative            |                                        |                               |
| Sir Terence O'Connor    |                                                         | 19 de marzo de 1936      | 7 de mayo de 1940        |                         | Conservative            |                                        |                               |
| Sir Terence O'Connor    | Neville Chamberlain                                     | 19 de marzo de 1936      | 7 de mayo de 1940        |                         | Conservative            |                                        |                               |
|                         | Sir William Jowitt                                      |                          | 15 de mayo de 1940       | 4 de marzo de 1942      | Labour                  |                                        | Sir Winston Churchill         |
|                         | Sir David Maxwell Fyfe                                  |                          | 4 de marzo de 1942       | 25 de mayo de 1945      | Conservative            |                                        | Sir Winston Churchill         |
| Sir Walter Monckton     |                                                         | 25 de mayo de 1945       | 26 de julio de 1945      |                         | Conservative            |                                        | Sir Winston Churchill         |
|                         | Sir Frank Soskice                                       |                          | 4 de agosto de 1945      | 24 de abril de 1951     | Labour                  |                                        | Clement Attlee                |
| Sir Lynn Ungoed-Thomas  |                                                         | 24 de abril de 1951      | 26 de octubre de 1951    |                         | Labour                  |                                        | Clement Attlee                |
|                         | Sir Reginald Manningham-Buller                          |                          | 3 de noviembre de 1951   | 8 de octubre de 1954    | Conservative            |                                        | Sir Winston Churchill         |
| Sir Harry Hylton-Foster |                                                         | 18 de octubre de 1954    | 22 de octubre de 1959    |                         | Conservative            |                                        | Sir Winston Churchill         |
| Sir Harry Hylton-Foster | Sir Winston Churchill Sir Anthony Eden Harold Macmillan | 18 de octubre de 1954    | 22 de octubre de 1959    |                         | Conservative            |                                        |                               |
| Sir Harry Hylton-Foster | Harold Macmillan                                        | 18 de octubre de 1954    | 22 de octubre de 1959    |                         | Conservative            |                                        |                               |
| Sir Jocelyn Simon       |                                                         | 22 de octubre de 1959    | 8 de febrero de 1962     |                         | Conservative            |                                        |                               |
| Sir John Hobson         |                                                         | 8 de febrero de 1962     | 19 de julio de 1962      |                         | Conservative            |                                        |                               |
| Sir Peter Rawlinson     |                                                         | 19 de julio de1962       | 16 de octubre de 1964    |                         | Conservative            | Harold Macmillan Sir Alec Douglas-Home |                               |
|                         | Sir Dingle Foot                                         |                          | 18 de octubre de 1964    | 24 de agosto de 1967    | Labour                  |                                        | Harold Wilson                 |
| Sir Arthur Irvine       |                                                         | 24 de agosto de 1967     | 19 de junio de1970       |                         | Labour                  |                                        | Harold Wilson                 |
|                         | Sir Geoffrey Howe                                       |                          | 23 de junio de 1970      | 5 de noviembre de 1972  | Conservative            |                                        | Edward Heath                  |
| Sir Michael Havers      |                                                         | 5 de noviembre de 1972   | 4 de marzo de 1974       |                         | Conservative            |                                        | Edward Heath                  |
|                         | Peter Archer                                            |                          | 7 de marzo de 1974       | 4 de mayo de 1979       | Labour                  |                                        | Harold Wilson James Callaghan |
|                         | Sir Ian Percival                                        |                          | 5 de mayo de1979         | 13 de junio de 1983     | Conservative            |                                        | Margaret Thatcher             |
| Sir Patrick Mayhew      |                                                         | 13 de junio de 1983      | 13 de junio de 1987      |                         | Conservative            |                                        | Margaret Thatcher             |
| Sir Nicholas Lyell      |                                                         | 13 de junio de 1987      | 15 de abril de 1992      |                         | Conservative            | Margaret Thatcher John Major           |                               |
| Sir Derek Spencer       |                                                         | 15 de abril de 1992      | 2 de mayo de 1997        |                         | Conservative            | John Major                             |                               |
|                         | Lord Falconer of Thoroton                               |                          | 6 de mayo de 1997        | 28 de julio de 1998     | Labour                  |                                        | Tony Blair                    |
| Sir Ross Cranston       |                                                         | 28 de julio de 1998      | 11 de junio de 2001      |                         | Labour                  |                                        | Tony Blair                    |

- Datos: Q583809
- Multimedia: Solicitors General for England and Wales / Q583809